# Splavarska ulica
Splavarska ulica nalazi se u Slavonskom Brodu i jedina je ulica u Hrvatskoj čiji stanovnici tijekom cijele godine žive na vodi, na splavima s adresom i kućnim brojem.
Ulica broji stotinjak splavova poredanih jedan do drugog na rijeci Savi, a proteže se od športske dvorane Vijuš do športsko-rekreacijskog centra Poloj.
Na Dan splavara, 25. kolovoza, slavi se simbolički kraj ljeta na Savi, kada se sa zapaljenim bakljama kreće prema mostu. Zatim slijedi spust čamcima od mosta bez upaljenih motora do Malog gradskog kupališta. Čamci se povežu u grupe i tako uz pjesmu plutaju do kupališta gdje se čamci razdvajaju i vraćaju na svoje splavi.
Savski splavari imaju i svoju udrugu "Čika Mata", u spomen na poznatog brodskog splavara, zaljubljenika i čuvara rijeke Save Matu Markovića. Članovi ove udruge organiziraju ekološke akcije čišćenja Save, a brinu se i za turističku ponudu grada te promicanje života na rijeci.

## Vanjske poveznice
- Službena stranica grada Slavonskog Broda
- Turistička zajednicka Brodsko-posavke županije  Arhivirana inačica izvorne stranice od 14. kolovoza 2020. (Wayback Machine)